# 阿根廷全国足球甲级联赛
阿根廷全国足球甲级联赛（西班牙語：Torneo Federal A），是阿根廷足球联赛系统的第 3 級別和兩個第 3 級別聯賽的其中之一，另一聯賽是阿根廷足球乙级大都会区联赛。
阿根廷全国足球甲级联赛是由40間球會，所有球會均由除了布宜諾斯艾利斯和大都市區（大布宜諾斯艾利斯）的其他地方所組成。

## 外部連結
- Torneo Argentino A website （西班牙文）
- Torneo Argentino A at AFA website （页面存档备份，存于） （西班牙文）
- Ascenso del Interior （页面存档备份，存于） （西班牙文）
- Interior Futbolero （页面存档备份，存于） （西班牙文）